# Nannobrachium hawaiiensis
Nannobrachium hawaiiensis és una espècie de peix de la família dels mictòfids i de l'ordre dels mictofiformes.

## Morfologia
- Els mascles poden assolir 8,1 cm de longitud total.
- Nombre de vèrtebres: 34-35.[1]

## Hàbitat
És un peix marí i d'aigües profundes que viu entre 300-850 m de fondària.

## Distribució geogràfica
Es troba al centre del Pacífic nord.